# C-кінець

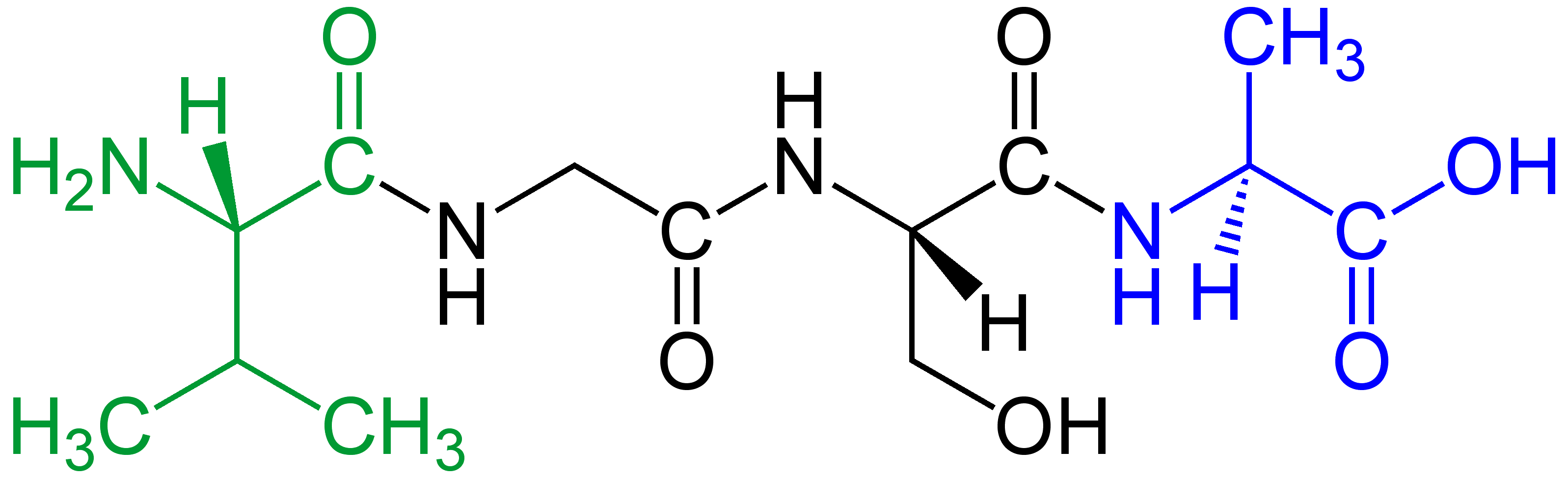
Тетрапептид Val-Gly-Ser-Ala, на якому зеленим кольором позначено N-кінцеву α-амінокислоту (на зображенні: L-валін), а синім — C-кінцеву α-амінокислоту (на зображенні: L-аланін). Цей тетрапептид можна закодувати мРНК-послідовністю 5'-GUUGGUAGUGCU-3'.

C-кінець (англ. C-terminus), також карбоксильний кінець — амінокислота, розташована на одному з кінців молекули білка або пептиду, яка має вільну карбоксильну групу.
Кожна амінокислота має аміногрупу та карбоксильну групу. Амінокислоти зв'язуються між собою за допомогою реакції дегідратації приєднанням карбоксильної групи однієї амінокислоти до аміногрупи іншої. Таким чином, поліпептидні ланцюжки закінчуються вільною карбоксильною групою — C-кінцем, а починаються з аміногрупи — N-кінця.